# Hypoponera queenslandensis
Hypoponera queenslandensis är en myrart som först beskrevs av Auguste-Henri Forel 1900.  Hypoponera queenslandensis ingår i släktet Hypoponera och familjen myror. Inga underarter finns listade i Catalogue of Life.